# Лук короткозубый
Лук короткозубый (лат. Allium brevidens) — многолетнее травянистое растение, вид рода Лук (Allium) семейства Луковые (Alliaceae).

## Распространение и экология
В природе ареал вида охватывает Памиро-Алай. Эндемик.
Произрастает на выходах пестроцветных пород.

## Ботаническое описание
Луковица яйцевидная, диаметром около 0,75—1,5 мм; наружные оболочки сетчатые, бурые; оболочки замещающей луковицы жёлтые, с сетчатыми 
жилками. Луковички немногочисленные, удлинённые, жёлтые, с сетчатыми жилками. Стебель высотой 20—30 см, до половины одетый шероховатыми или верхними гладкими влагалищами листьев.
Листья в числе двух—трёх, шириной 1—3 мм, дудчатые, полуцилиндрические, желобчатые, шероховатые, немного превышающие зонтик.
Чехол немного короче зонтика, рано опадающий. Зонтик коробочконосный, шаровидный или, реже, полушаровидный, густой, обычно многоцветковый. Цветоножки неравные, в три—восемь раз длиннее околоцветника, внутренние до двух раз длиннее, при основании с прицветниками. Листочки яйцевидного околоцветника беловатые, с грязно-пурпурной, сильной жилкой, острые, гладкие, длиной 3—4 мм, наружные килеватые, продолговатые, внутренние эллиптические. Нити тычинок немного длиннее околоцветника, при основании между собой и с околоцветником сросшиеся, нересничатые, наружные шиловидные, внутренние трёхраздельные. Столбик сильно выдается из околоцветника.
Створки коробочки округлые, длиной около 3,5 мм.

## Таксономия
Вид Лук короткозубый входит в род Лук (Allium) семейства Луковые (Alliaceae) порядка Спаржецветные (Asparagales).
|  |                                      |  |                                                             |                                                             |                   |  | ещё 24 семейства (согласно Системе APG II) | ещё 24 семейства (согласно Системе APG II) |                      |  |  |  | ещё более 870 видов |
|  |                                      |  |                                                             |                                                             |                   |  | ещё 24 семейства (согласно Системе APG II) | ещё 24 семейства (согласно Системе APG II) |                      |  |  |  | ещё более 870 видов |
|  |                                      |  |                                                             | порядок Спаржецветные                                       |                   |  |                                            |                                            | род Лук              |  |  |  |                     |
|  |                                      |  |                                                             | порядок Спаржецветные                                       |                   |  |                                            |                                            | род Лук              |  |  |  |                     |
|  | отдел Цветковые, или Покрытосеменные |  |                                                             |                                                             | семейство Луковые |  |                                            |                                            | вид Лук короткозубый |  |  |  |                     |
|  | отдел Цветковые, или Покрытосеменные |  |                                                             |                                                             | семейство Луковые |  |                                            |                                            |                      |  |  |  |                     |
|  |                                      |  | ещё 44 порядка цветковых растений (согласно Системе APG II) | ещё 44 порядка цветковых растений (согласно Системе APG II) |                   |  |                                            | ещё около 300 родов                        | ещё около 300 родов  |  |  |  |                     |
|  |                                      |  |                                                             | ещё 44 порядка цветковых растений (согласно Системе APG II) |                   |  |                                            |                                            | ещё около 300 родов  |  |  |  |                     |